# Tereza Portugalska
Tereza/Terezija (Teresa [tɨˈɾezɐ]/Tarasia) bila je kći portugalskog kralja Alfonsa I. i Mafalde Savojske, kraljice Portugala. Nazvana po svojoj baki, grofici Tereziji, Tereza je bila sestra kralja Sanča I., poznatog po poeziji, kao i kraljice Urake. Tereza je bila i regent.
Kako bi bio sklopljen savez, Tereza se udala za Filipa I. Flandrijskog; supružnici bijahu bez djece.
Nakon Filipove smrti, Tereza se preudala – muž je bio Odo Burgundski te je gospa Tereza postala vojvotkinja. Međutim, vojvoda Odo bio je nezadovoljan jer mu Tereza nije rodila niti jedno dijete. Odo se rastao i oženio damom Alisom od Vergyja.